# Sedilo
Sedilo là một đô thị ở tỉnh Oristano trong vùng Sardinia, có khoảng cách khoảng 110 km về phía bắc của Cagliari và cách khoảng 40 km về phía đông bắc của Oristano. Tại thời điểm ngày 31 tháng 12 năm 2004, đô thị này có dân số 2.368 người và diện tích là 68,9 km².
Sedilo giáp các đô thị: Aidomaggiore, Bidonì, Dualchi, Ghilarza, Noragugume, Olzai, Ottana, Sorradile.